# Ataenius annanus
Ataenius annanus är en skalbaggsart som beskrevs av Zdzisława Stebnicka och Henry Fuller Howden 1997. Ataenius annanus ingår i släktet Ataenius och familjen Aphodiidae. Inga underarter finns listade.